# Mrčevac
Mrčevac (cyr. Мрчевац) – wieś w Czarnogórze, w gminie Tivat. W 2011 roku liczyła 2130 mieszkańców.